# 比斯哈拉特甘杰
比斯哈拉特甘杰（Bisharatganj），是印度北方邦Bareilly县的一个城镇。总人口12980（2001年）。

## 人口
该地2001年总人口12980人，其中男性6761人，女性6219人；0—6岁人口2816人，其中男1506人，女1310人；识字率35.72%，其中男性为45.20%，女性为25.41%。